# Saint-Quirc
 Saint-Quirc  là một xã ở tỉnh Ariège, thuộc vùng Occitanie ở phía tây nam nước Pháp.